# Eurhamphaea
Eurhamphaea is een geslacht van ribkwallen uit de klasse van de Tentaculata.

## Soorten
- Eurhamphaea chamissonis (Eschscholz, 1829)
- Eurhamphaea heteroptera (Chamisso & Eysenhardt, 1821)
- Eurhamphaea kuhlii (Eschscholtz, 1829)
- Eurhamphaea schweiggeri (Eschscholtz, 1829)
- Eurhamphaea vexilligera Gegenbaur, 1856